# 玉龍大蔵
玉龍 大蔵（たまりゅう だいぞう、1954年7月22日- ）は、長崎県長崎市出身で片男波部屋に所属した元大相撲力士。本名は永田 大蔵（ながた だいぞう）。最高位は西小結（1987年11月場所）。現役時代は身長191cm・体重125kg。得意手は右四つ・吊り・上手投げ・足癖など。趣味は音楽鑑賞。血液型はA型。

## 来歴・人物

### 入門まで
林業を営む一家の次男として生まれ、長崎市立東長崎中学校では、柔道を経験した。
中学3年生の時、元関脇・玉乃海の片男波親方の勧誘を受けて、片男波部屋に入門。初めは勧誘を断ったが、自身がNHK相撲解説者の玉ノ海梅吉（元関脇）と同郷であると教えられ、その縁で見学だけならというつもりで部屋を訪れたらそのまま入門が決定したという。1970年1月場所で初土俵を踏んだ。

### 十両昇進から幕内昇進・定着まで
初土俵から9年以上かかって1979年5月場所にて十両に昇進したものの、同場所では右手の小指を骨折した影響で3勝12敗と大きく負け越して1場所で幕下へ陥落。暫しの間幕下に留まったが1981年5月場所で西幕下5枚目の地位にて6勝1敗と好成績を挙げ、翌7月場所で十両へ復帰すると、1982年1月場所および3月場所と連続して二桁勝利を挙げた。そして翌5月場所で、序ノ口から約12年2ヵ月、73場所を要して待望の新入幕を果たした。
その後の約1年半は幕内中位から下位で活躍した。しかし、右肘の古傷の悪化の影響で1984年9月場所では東十両11枚目で3勝12敗と大敗、翌11月場所では3年半ぶりに幕下に陥落した。この時既に30歳となっていたが、西幕下9枚目の地位で迎えた当場所で7戦全勝と幕下優勝を遂げて1場所での十両復帰を決めると、翌1985年1月場所でも9勝6敗と勝ち越し、さらに翌3月場所では西十両4枚目で12勝3敗で十両優勝し、翌5月場所で3度目の入幕を果たした。
以降は幕内に再び定着し、いわゆるソップ型の力士ながら長身で懐深く、掛け投げや二丁投げなど奇手妙手の荒技を得意として活躍。当時の自己最高位を更新して東前頭2枚目で迎えた1986年3月場所では5勝10敗と大敗したものの、その場所で優勝した関脇・保志や大関・朝潮との対戦では勝利した。同年11月場所4日目には、横綱・千代の富士から生涯唯一となる金星を獲得した。

### 三役昇進
東前頭5枚目で迎えた1987年9月場所では8勝7敗と勝ち越した。当場所では東関脇旭富士が大関昇進を決め、西関脇栃乃和歌は8勝7敗（関脇残留）、東西小結の前乃臻・出羽の花から東前頭4枚目の大徹まで9力士全員が5勝以下の大敗を喫し、平幕力士が全員9勝以下に終わり、関脇・小結に昇進する相当の成績を修めた力士が居なかった。そのため従来ならば平幕上位に留まる成績だった玉龍が繰り上がる形で、翌11月場所にて小結昇進を果たした。新序ノ口から所要107場所・33歳3ヵ月にしての新三役は、現在（2023年9月場所現在）でも大相撲史上1位の三役（関脇・小結）へのスロー昇進記録である（2位は琴稲妻の106場所・3位は錦木の103場所）。当場所では3勝12敗と大きく負け越したが、初日に横綱・北勝海を破る殊勲の星を挙げた。結果的に当場所が唯一の三役場所となった。

### 現役後期～引退後
1989年以降は幕内からは陥落したものの、3年近く十両で相撲を取り続け、昭和20年代（1945年〜1954年）生まれの最後の現役力士として長らく土俵に上がり続けた。
1992年1月場所では7年2ヵ月ぶりに幕下に落ち、初日から休場して場所後、37歳で引退した。年寄株を取得できなかったため引退後は日本相撲協会に残らず、以降は栃木県宇都宮市内で「相撲茶屋 玉龍」という相撲料理店を2013年まで経営していた。閉店後は長崎に帰郷した。

## 記録
- 幕内を計30場所（うち三役1場所）務め、金星を獲得しながらも、三賞は一度も受賞できなかった。
- 元関脇・高見山の現役最後の対戦相手（1984年5月場所・千秋楽）であったが、最終的にその高見山より2年長く、22年間も現役を務めた。

## 主な戦績
- 通算成績：700勝714敗14休 勝率.495
- 幕内成績：195勝255敗 勝率.433
- 現役在位：132場所
- 幕内在位：30場所
- 三役在位：1場所（小結1場所）
- 三賞：無し
- 金星：1個（千代の富士から。1986年11月場所4日目）
- 各段優勝
  - 十両優勝：1回（1985年3月場所）
  - 幕下優勝：1回（1984年11月場所）

### 場所別成績
| | 一月場所 初場所（東京） | 三月場所 春場所（大阪） | 五月場所 夏場所（東京） | 七月場所 名古屋場所（愛知） | 九月場所 秋場所（東京） | 十一月場所 九州場所（福岡） |
| --- | ----------------------- | ----------------------- | ----------------------- | --------------------------- | ----------------------- | --------------------------- |
| 1970年 （昭和45年） | （前相撲）              | 東序ノ口10枚目 5–2      | 西序二段59枚目 3–4      | 西序二段66枚目 3–4          | 西序二段71枚目 4–3      | 西序二段54枚目 4–3          |
| 1971年 （昭和46年） | 東序二段30枚目 3–4      | 東序二段39枚目 5–2      | 東序二段5枚目 3–4       | 東序二段14枚目 5–2          | 西三段目60枚目 3–4      | 西三段目71枚目 3–4          |
| 1972年 （昭和47年） | 西三段目78枚目 5–2      | 西三段目46枚目 4–3      | 東三段目37枚目 3–4      | 西三段目42枚目 2–5          | 西三段目58枚目 5–2      | 東三段目28枚目 3–4          |
| 1973年 （昭和48年） | 西三段目42枚目 3–4      | 東三段目51枚目 4–3      | 東三段目41枚目 5–2      | 西三段目11枚目 5–2          | 東幕下47枚目 2–5        | 西三段目8枚目 5–2           |
| 1974年 （昭和49年） | 西幕下48枚目 1–6        | 西三段目12枚目 5–2      | 西幕下51枚目 1–6        | 西三段目20枚目 5–2          | 西幕下48枚目 3–4        | 西幕下55枚目 3–4            |
| 1975年 （昭和50年） | 西三段目8枚目 3–4       | 東三段目17枚目 4–3      | 東三段目6枚目 5–2       | 西幕下47枚目 3–4            | 西幕下59枚目 3–4        | 西三段目10枚目 6–1          |
| 1976年 （昭和51年） | 西幕下38枚目 1–6        | 西三段目3枚目 4–3       | 西幕下53枚目 6–1        | 西幕下22枚目 3–4            | 西幕下29枚目 5–2        | 西幕下12枚目 休場 0–0–7     |
| 1977年 （昭和52年） | 西幕下48枚目 4–3        | 西幕下36枚目 3–4        | 東幕下45枚目 3–4        | 西幕下52枚目 6–1            | 西幕下24枚目 5–2        | 東幕下12枚目 2–5            |
| 1978年 （昭和53年） | 西幕下30枚目 4–3        | 東幕下24枚目 3–4        | 東幕下31枚目 5–2        | 東幕下18枚目 4–3            | 東幕下14枚目 3–4        | 東幕下22枚目 5–2            |
| 1979年 （昭和54年） | 西幕下13枚目 6–1        | 西幕下2枚目 4–3         | 東十両13枚目 3–12       | 東幕下10枚目 5–2            | 東幕下2枚目 2–5         | 西幕下15枚目 2–5            |
| 1980年 （昭和55年） | 西幕下32枚目 5–2        | 西幕下20枚目 4–3        | 東幕下16枚目 3–4        | 東幕下23枚目 4–3            | 東幕下16枚目 5–2        | 東幕下7枚目 2–5             |
| 1981年 （昭和56年） | 東幕下22枚目 5–2        | 東幕下12枚目 4–3        | 西幕下5枚目 6–1         | 東十両12枚目 9–6            | 東十両10枚目 8–7        | 西十両7枚目 7–8             |
| 1982年 （昭和57年） | 東十両8枚目 10–5        | 東十両2枚目 11–4        | 東前頭11枚目 5–10       | 東十両筆頭 8–7              | 東前頭13枚目 8–7        | 東前頭8枚目 6–9             |
| 1983年 （昭和58年） | 東前頭11枚目 8–7        | 西前頭7枚目 4–11        | 東前頭13枚目 8–7        | 東前頭8枚目 6–9             | 西前頭11枚目 7–8        | 西前頭12枚目 3–12           |
| 1984年 （昭和59年） | 東十両7枚目 7–8         | 西十両7枚目 10–5        | 東十両4枚目 7–8         | 西十両6枚目 5–10            | 東十両11枚目 3–12       | 西幕下9枚目 優勝 7–0        |
| 1985年 （昭和60年） | 東十両12枚目 9–6        | 西十両4枚目 優勝 12–3   | 東前頭13枚目 8–7        | 西前頭9枚目 8–7             | 東前頭4枚目 4–11        | 東前頭14枚目 9–6            |
| 1986年 （昭和61年） | 西前頭7枚目 9–6         | 東前頭2枚目 5–10        | 東前頭7枚目 8–7         | 西前頭2枚目 4–11            | 西前頭10枚目 9–6        | 西前頭2枚目 5–10 ★          |
| 1987年 （昭和62年） | 東前頭9枚目 8–7         | 西前頭4枚目 5–10        | 東前頭10枚目 8–7        | 東前頭4枚目 7–8             | 東前頭5枚目 8–7         | 西小結 3–12                 |
| 1988年 （昭和63年） | 西前頭8枚目 5–10        | 東十両筆頭 8–7          | 東前頭14枚目 8–7        | 東前頭12枚目 5–10           | 東十両3枚目 8–7         | 西十両筆頭 9–6              |
| 1989年 （平成元年） | 西前頭12枚目 7–8        | 西前頭13枚目 7–8        | 西十両筆頭 5–10         | 東十両7枚目 8–7             | 東十両6枚目 8–7         | 西十両5枚目 6–9             |
| 1990年 （平成2年） | 東十両9枚目 9–6         | 西十両4枚目 7–8         | 東十両5枚目 8–7         | 西十両筆頭 6–9              | 東十両5枚目 7–8         | 東十両6枚目 8–7             |
| 1991年 （平成3年） | 東十両4枚目 8–7         | 東十両2枚目 7–8         | 東十両4枚目 7–8         | 東十両6枚目 9–6             | 西十両2枚目 3–12        | 東十両10枚目 6–9            |
| 1992年 （平成4年） | 東幕下筆頭 引退 0–0–7   | x                       | x                       | x                           | x                       | x                           |
| 各欄の数字は、「勝ち-負け-休場」を示す。 優勝 引退 休場 十両 幕下 三賞：敢=敢闘賞、殊=殊勲賞、技=技能賞 その他：★=金星 番付階級：幕内 - 十両 - 幕下 - 三段目 - 序二段 - 序ノ口 幕内序列：横綱 - 大関 - 関脇 - 小結 - 前頭（「#数字」は各位内の序列） |                         |                         |                         |                             |                         |                             |

## 幕内対戦成績
| 力士名   | 勝数 | 負数 | 力士名   | 勝数 | 負数 | 力士名   | 勝数 | 負数 | 力士名     | 勝数 | 負数 |
| -------- | ---- | ---- | -------- | ---- | ---- | -------- | ---- | ---- | ---------- | ---- | ---- |
| 青葉城   | 2    | 5    | 朝潮     | 1    | 4    | 旭富士   | 2    | 4    | 天ノ山     | 3    | 3    |
| 板井     | 5    | 10   | 恵那櫻   | 2    | 2    | 大潮     | 2    | 4    | 巨砲       | 6    | 7    |
| 大錦     | 5    | 2    | 大乃国   | 1    | 6    | 大豊     | 0    | 3    | 魁輝       | 4    | 6    |
| 北勝鬨   | 1    | 0    | 騏乃嵐   | 1    | 2    | 旭道山   | 2    | 0    | 霧島       | 7    | 4    |
| 起利錦   | 0    | 2    | 麒麟児   | 3    | 5    | 蔵間     | 7    | 5    | 黒瀬川     | 1    | 0    |
| 高望山   | 3    | 13   | 港龍     | 0    | 1    | 琴稲妻   | 0    | 3    | 琴ヶ梅     | 3    | 6    |
| 琴富士   | 1    | 0    | 小錦     | 0    | 4    | 斉須     | 3    | 4    | 蔵玉錦     | 1    | 0    |
| 逆鉾     | 4    | 7    | 佐田の海 | 4    | 6    | 薩洲洋   | 7    | 1    | 嗣子鵬     | 2    | 3    |
| 陣岳     | 8    | 4    | 神幸     | 2    | 1    | 太寿山   | 4    | 8    | 大徹       | 8    | 4    |
| 貴ノ浜   | 1    | 1    | 孝乃富士 | 3    | 6    | 貴ノ嶺   | 1    | 0    | 隆三杉     | 5    | 3    |
| 高見山   | 3    | 4    | 多賀竜   | 4    | 10   | 竹葉山   | 1    | 0    | 千代の富士 | 1    | 2    |
| 寺尾     | 3    | 3    | 出羽の花 | 1    | 3    | 闘竜     | 9    | 2    | 栃赤城     | 1    | 1    |
| 栃司     | 1    | 4    | 栃剣     | 2    | 4    | 栃乃和歌 | 0    | 4    | 栃光       | 1    | 3    |
| 南海龍   | 0    | 1    | 花乃湖   | 3    | 6    | 花ノ国   | 0    | 1    | 播竜山     | 1    | 0    |
| 飛騨乃花 | 1    | 5    | 富士櫻   | 2    | 5    | 藤ノ川   | 3    | 2    | 富士乃真   | 5    | 0    |
| 双羽黒   | 0    | 5    | 鳳凰     | 2    | 1    | 北天佑   | 1    | 6    | 北勝海     | 2    | 4    |
| 前乃臻   | 3    | 0    | 舛田山   | 4    | 2    | 益荒雄   | 3    | 3    | 三杉磯     | 3    | 4    |
| 三杉里   | 1    | 2    | 水戸泉   | 1    | 2    | 両国     | 0    | 1    | 若嶋津     | 0    | 4    |
| 若瀬川   | 5    | 2    | 鷲羽山   | 1    | 0    |          |      |      |            |      |      |

## 改名歴
- 永田 大蔵（ながた だいぞう、1970年3月場所-1972年1月場所）
- 玉龍 大蔵（たまりゅう -、1972年3月場所-1992年1月場所）